# André Beck
André Beck is een Belgisch boogschutter.

## Levensloop
Beck werd Europees kampioen staande wip in 2007.
Hij is aangesloten bij Schuttersgilde Sint Sebastiaan uit Beveren.